# Georg Hoffmann
Georg Hoffmann (n. 1880 – d. 1947) a fost un înotător german, medaliat olimpic. A participat la o ediție a Jocurilor Olimpice (1904) în care a câștigat două medalii de argint.